# Jean-Baptiste Joseph Wynantz
Jean-Baptiste Joseph Wynantz (Düsseldorf, 13 februari 1795 - overlijdensdatum onbekend) was een Zuid-Nederlandse aquarellist die tussen 1820 en 1823 verschillende aquarellen van de stad Gent schilderde.

## Levensloop
Wynantz was de zoon van François Wynantz en Marie Marguerite Maximilienne Bartelous, een echtpaar uit Brussel. In 1794 vluchtten zijn ouders naar Düsseldorf uit vrees voor de opmars van de Franse revolutionaire legers, zodat hij in deze stad werd geboren. Over de levensloop van Wynantz is weinig geweten. Vermoedelijk keerden de familie vóór 1796 naar Brussel terug, waar Wynantz een tekenopleiding zou hebben gevolgd. Vóór 1820 nam hij dienst in het leger, waarna Wynantz tussen 1820 en 1823 gestationeerd was in Gent als flankverkenner bij de 6e Compagnie van het 3e Bataljon Jagers. In januari 1823 huwde hij met Catharina Francisca De Coninck. Vervolgens verhuisde het echtpaar naar Brussel, waar ze tot 1829 woonden.
Verdere gegevens ontbreken, al opperen Tim De Doncker en Pieter-Jan Lachaert dat Augustus Wynantz, een schilder die in 1846-1850 actief was aan het hof in Den Haag, mogelijk met Jean-Baptiste Wynantz kan worden vereenzelvigd.

## Gentse stadsgezichten
Tijdens zijn verblijf in Gent trok Wynantz met zijn schildersgerief door de stad en maakte hij aquarellen van talrijke stadsgezichten. Zijn werk kan worden geplaatst in de traditie van vedute, gedetailleerde, in grote mate realistische afbeeldingen van een stad, een dorp of een andere plaats. Wynantz'  aquarellen geven dan ook een beeld van Gent tijdens de periode van het Verenigd Koninkrijk der Nederlanden, voor de ingrijpende veranderingen die de stad onderging door de industrialisering, de urbanisatie, de nieuwe verkeersinfrastructuur en de stedelijke vernieuwingsprojecten. Weliswaar probeerde Wynantz dergelijke nieuwe elementen bewust te vermijden in zijn werk.
Wynantz had ook weinig aandacht voor de menselijke aanwezigheid. De afbeelding van mensen had enkel tot doel om de monotonie van de architectuur te doorbreken. Hij gebruikte in zijn aquarellen het groothoekperspectief; hierdoor liet hij de gebouwen beter tot hun recht komen.
Archief Gent bewaart 134 aquarellen van Wynantz in haar collectie. Ze tonen 74 verschillende plaatsen in Gent. De meeste van deze tekeningen zijn afkomstig uit de verzameling van Pierre Jacques Goetghebuer, die door de stad Gent werd aangekocht in 1868. Naar aanleiding van het Gentse culturele themajaar "Gent kleurt Oranje" liet het Stadsarchief (nu Archief Gent) de aquarellen restaureren en digitaliseren.

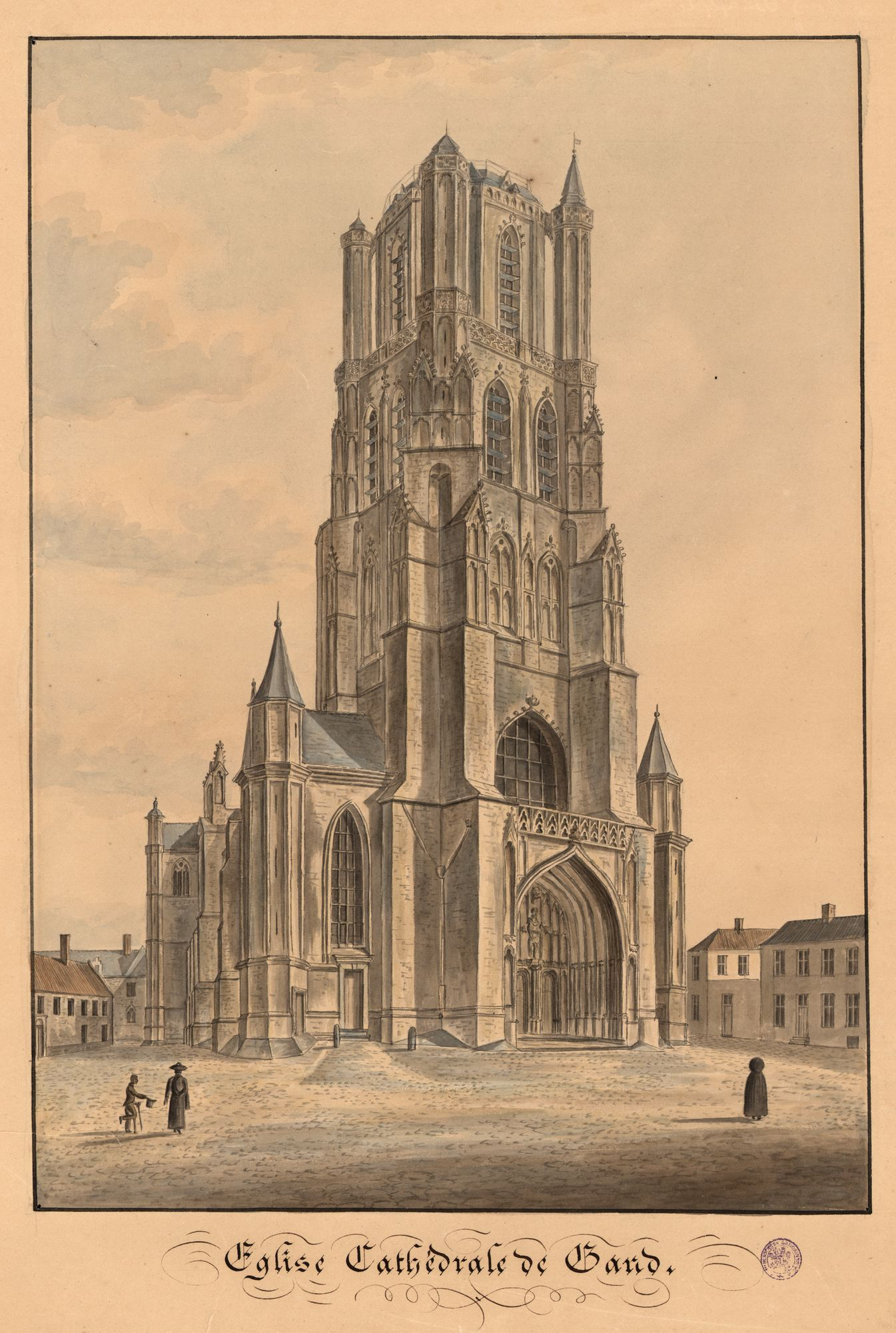
Gent: Sint-Baafskathedraal (westgevel) en Sint-Baafsplein
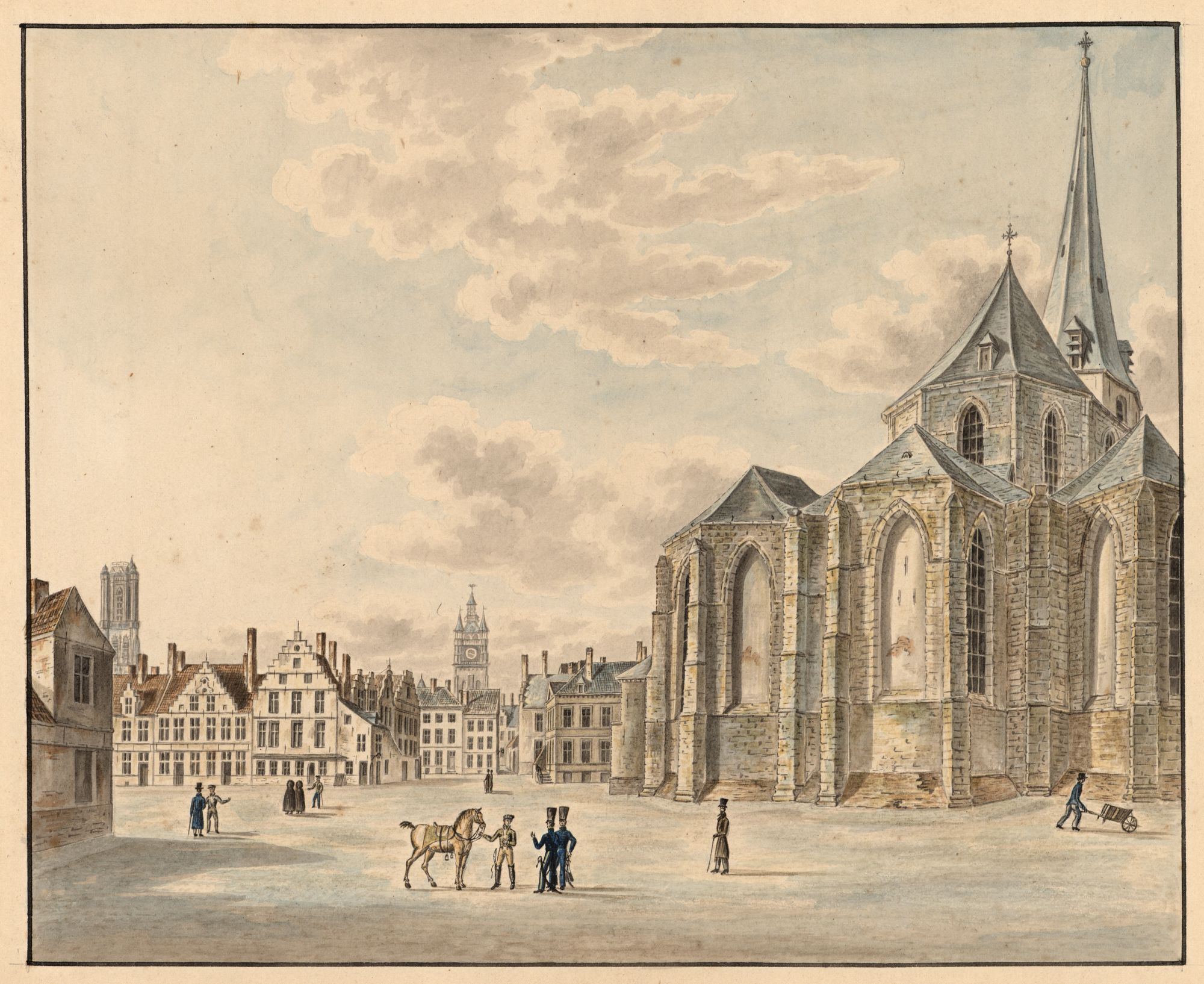
Gent: Vlasmarkt en Sint-Jacobskerk
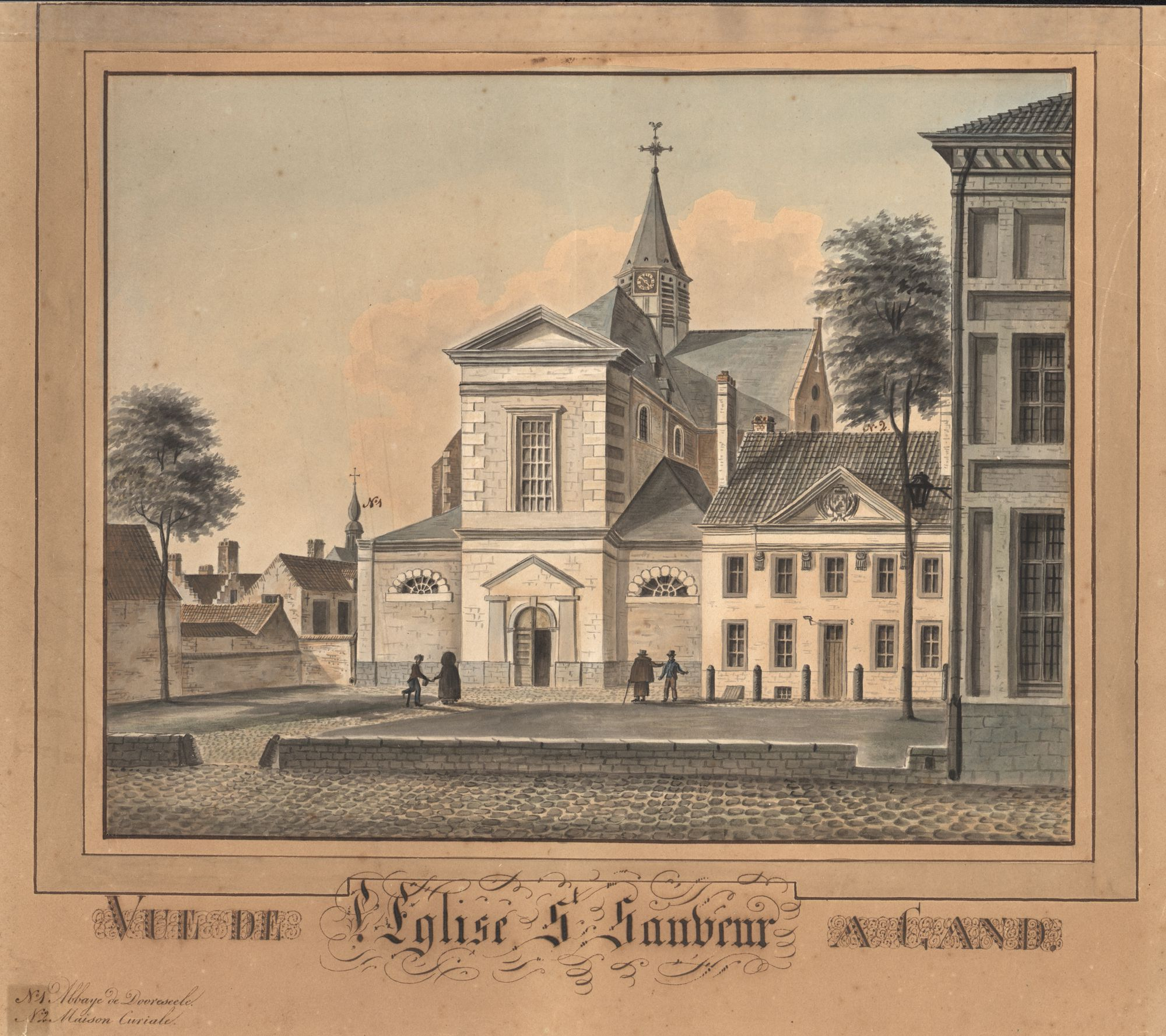
Gent: Heilig-Kerstkerk of Sint-Salvatorkerk